# Tomba III
Pour les articles homonymes, voir Tomba.
Tomba III est un village du Cameroun, situé dans la commune de Kobdombo, le département du Nyong-et-Mfoumou et la région du Centre.

## Population
En 1961, Tomba III comptait 41 habitants, principalement des Yebekolo. Lors du recensement de 2005, on y a dénombré 42 personnes.